# Чудесни облаци
Чудесни облаци  (фр. Les merveilleux nuages) пети је по реду роман француске књижевнице Франсоаз Саган, објављен 1961. У њему се приповеда о неуротичном браку између Алана, младог америчког милионера, и Жозее, лепе и гламурозне францускиње. У недостатку самопоуздања и животне сврхе Алан је оптерећен љубомором, која уједно гуши, али и фасцинира његову супругу.
Назив Чудесни облаци преузет је из песме Странац Шарла Бодлера, која стоји и као мото на почетку књиге. Српски превод начинила је Зорица Мишковић.